# Епифаније Цариградски
Епифаније Цариградски († 535)  је био цариградски патријарх у периоду од 25. фебруар 520. до 5. јун 535. године. Цариградска патријаршија га је канонизовала у лику светитеља.

## Биографија
Пре него што је изабран на место патријарха Епифаније је био презвитер, као и синкел патријарха Јована II Кападокијског.
После смрти Јована II, цар Јустин I, заједно са свештенством и народом, изабрао је Епифанија за патријарха.
Епифаније је 25. фебруара 520. године уздигнут у чин цариградског патријарха.
Епифаније је 9. јула 520. године послао писмо папи Хормизду, у којем је најавио да ће прихватити учење Халкидонског сабора и исповедати веру папе Лава Великог. Епифаније је такође обавестио папу да се придржава споразума из 519. године о обнављању евхаристијског општења између Цариградске и Римске Цркве, по коме Цариградски патријарх не треба да помиње све Цариградске Патријархе, од Акакија до Јована II.
Године 531. забранио је да служи извесном Стефану, који је незаконито постављен за епископа града Ларесе.
5. јуна 535. године умиро је патријарх Епифаније.
У православној цркви се поштује као светац. Спомен се празнује 7. септембра.